# باقرقره خال‌دار
باقرقره خالدار (کوکر خالدار) (نام علمی: Pterocles senegallus) پرندهای از راستهٔ باقرقره‌سانان و تیرهٔ باقرقرگان است و در ایران، ایتالیا، اسرائیل، اردن، سوریه، ترکیه، مراکش، الجزایر، تونس، لیبی، سودان، مصر، اریتره، سومالی، اتیوپی، جیبوتی، مالی، موریتانی، چاد، نیجر، عمان، امارات متحده عربی، عربستان سعودی، عراق، افغانستان، پاکستان و هند یافت می‌شود.

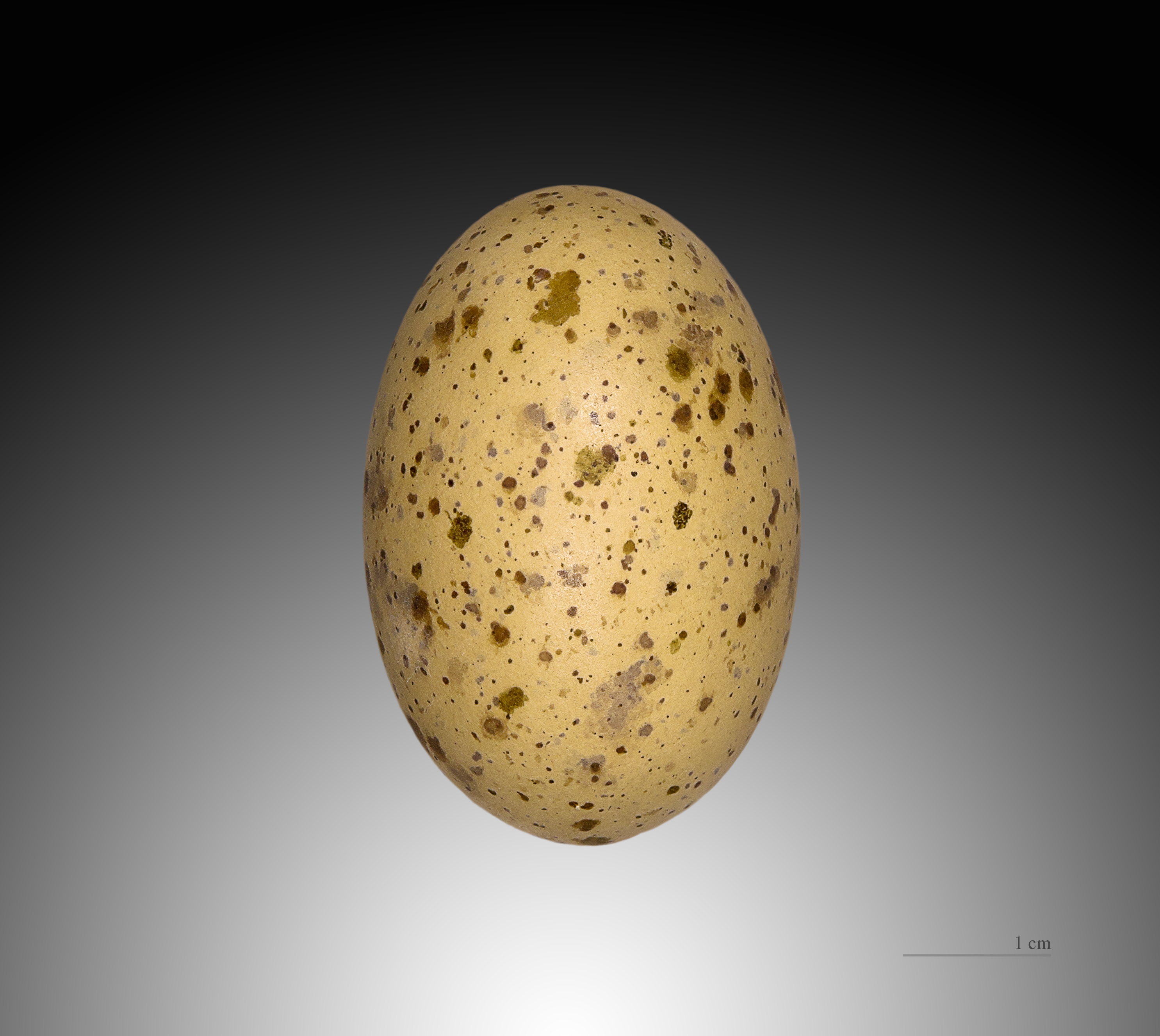
تخم باقرقره خالدار